# Festival Internacional de la Cultura de Boyacá 2009
La 37.ª edición del Festival Internacional de la Cultura de Boyacá, celebrada en la ciudad colombiana de Tunja, tuvo lugar entre el 28 de agosto y el 5 de septiembre de 2009.
El evento comenzó con un Gran desfile Inaugural de más de 3000 artistas de 15 países invitados, 9 departamentos y 60 municipios del departamento de Boyacá que inició desde el Parque recreacional del Norte por la carrera décima.
La programación del certamen cultural incluyó expresiones como danza, teatro, artes plásticas, literatura, poesía, cinematografía, música, cine y televisión. Las actividades fueron realizadas en diversos puntos de la ciudad de Tunja, en especial la Plaza de Bolívar, los escenarios la Universidad Santo Tomás, la Iglesia San Ignacio, Comfaboy, el Coliseo Cubierto y el Crem.

## Países Participantes
| País participante    | Artista |
| -------------------- | ------- |
| Alemania             |         |
| Argentina            |         |
| Brasil               |         |
| Colombia             |         |
| Cuba                 |         |
| Ecuador              |         |
| España               |         |
| Estados Unidos       |         |
| Francia              |         |
| Reino Unido          |         |
| Irán                 |         |
| Japón                |         |
| México               |         |
| Perú                 |         |
| Puerto Rico          |         |
| República Dominicana |         |
| Venezuela            |         |

## Artistas Especiales
| País participante | Arte   | Artista-Evento       |
| ----------------- | ------ | -------------------- |
| Colombia          | Música | Toto la Momposina    |
| Colombia          | Música | Jorge Velosa         |
| Colombia          | Música | Aries Vigot          |
| Colombia          | Música | Andrés Cepeda        |
| Colombia          | Música | Jaime Llano Gonzalez |
| Cuba              | Música | Pablo Milanes        |